# Dirphia oridocea
Dirphia oridocea är en fjärilsart som beskrevs av William Schaus 1924. Dirphia oridocea ingår i släktet Dirphia och familjen påfågelsspinnare. Inga underarter finns listade i Catalogue of Life.